# Geghamavan
Geghamavan là một đô thị thuộc tỉnh Gegharkunik, Armenia. Dân số ước tính năm 2011 là 1947 người.